# Limoeiro de Anadia
Limoeiro de Anadia là một đô thị que fica tọa lạc trong vùng região central de Alagoas. Đô thị này có dân số 25.747 người và diện tích là 316 km² (81,48 h/km²).
phía bắc giáp các đô thị Coité do Nóia, Taquarana và Tanque d'Arca, phía nam là đô thị Junqueiro, phía đông là đô thị Anadia, phía tây giáp đô thị Arapiraca và phía đông nam là đô thị Campo Alegre.